# Фісанович Арон Львович
Фісанович Арон Львович (1896 - невідомо) - радянський український хірург, професор, завідувач кафедри факультетської хірургії Станіславського медичного інституту (1946-1950 рр.).

## Біографія
Після закінчення в 1922 році Харківського медичного інституту отримав добру хірургічну школу в закладах охорони здоров’я Слобожанщини. З 1934 по 1938 рік він перебував на посаді асистента кафедри факультетської хірургії Харківського медичного інституту. Під час Другої світової війни був лікарем-експертом Сталінградського військового округу, армійським хірургом Південного фронту, 2-го Білоруського та 3-го Українського фронту. Керував армійськими шпиталями під час Сталінградської, Яссько-Кишиневської та Віденської операцій. Нагороджений двома орденами та чотирма медалями. Докторська дисертація на тему «Струс головного мозку» була захищена ним у 1940 році. У 1942 році А.Л.Фісанович стає доктором медичних наук, а у 1947 – професором.

## Діяльність
Перший завідувач кафедри факультетської хірургії з самого її заснування (1946 р.). Вніс великий розвиток в організацію педагогічної, наукової і лікувальної роботи з актуальних проблем хірургії та військової медицини. А.Л.Фісанович був головою ревізійної комісії хірургічної секції Станіславського медичного товариства. Автор 29 наукових праць, присвячених проблемам практичної хірургії та військової медицини.